# Spike (Beugung)
Spikes (engl., zu Deutsch etwa Stachel, Spitze), auch Lichtkreuz, nennt man die sternförmigen Strahlen, die auf manchen Fotografien zu sehen sind. Es sind Beugungsstrukturen.

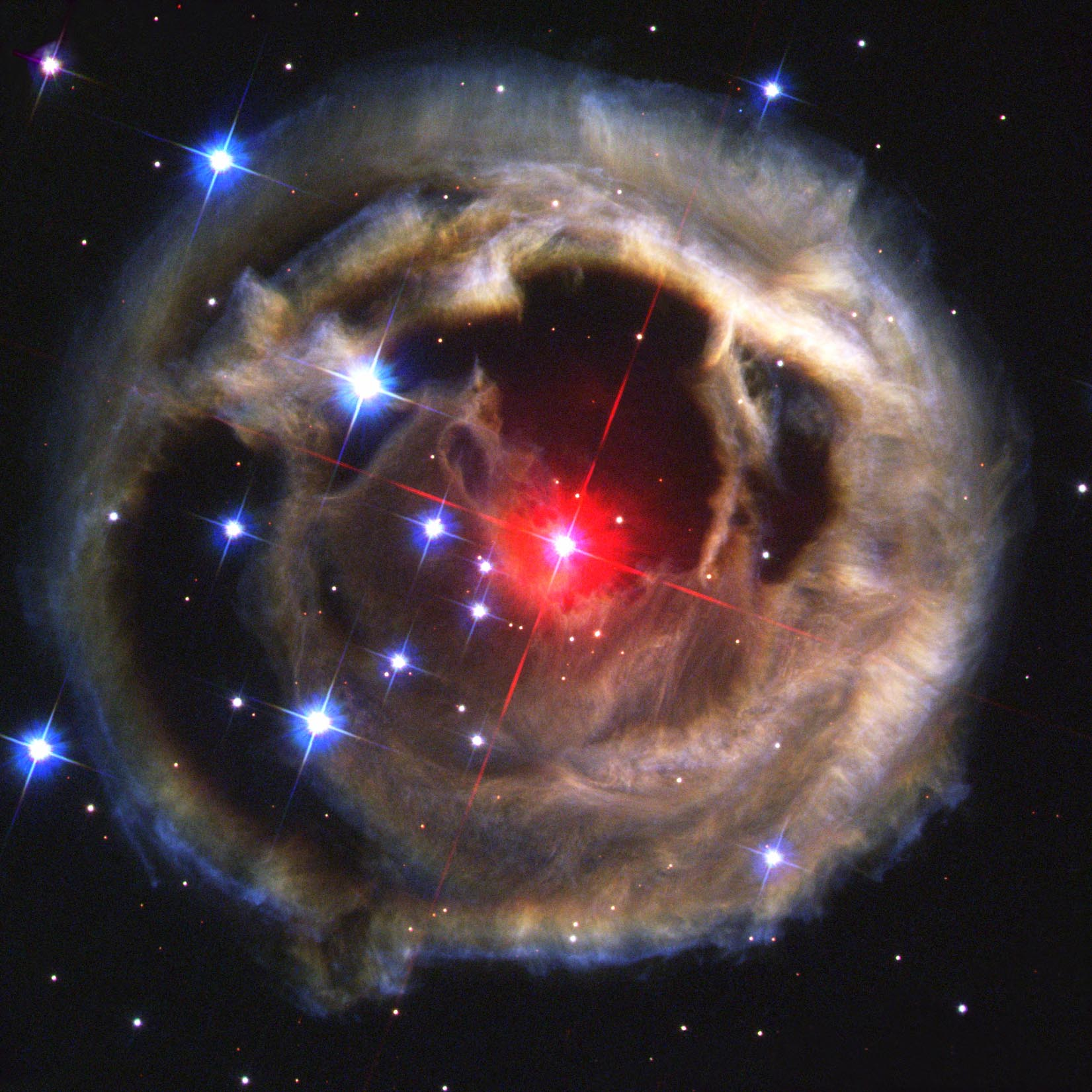
Sterne (hier: V838 Monocerotis), in hoher Vergrößerung

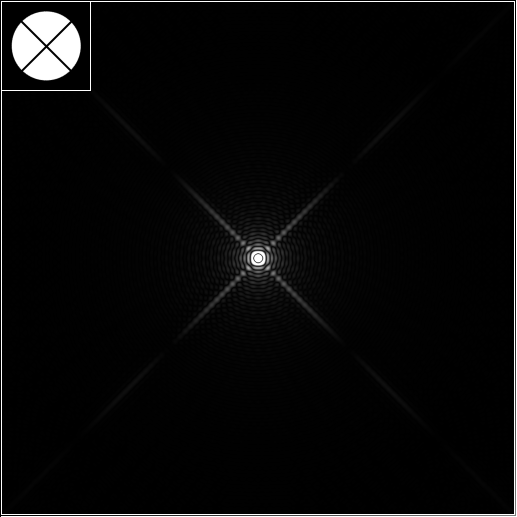
Beugungsbild einer mit zwei Linien abgedeckten Kreisblende

## In der Astronomie
Spikes sind häufig auf astronomischen Fotos von Spiegelteleskopen zu sehen. Sie entstehen durch Beugung an der meist kreuzförmigen Aufhängung des Fangspiegels im Fernrohr, während die kreisförmige Fernrohrapertur für die kleinen kreisförmigen Beugungsscheibchen verantwortlich ist. Das Foto der Sternengruppe wurde mit dem Hubble-Weltraumteleskop aufgenommen. Obwohl die Beugungsscheibchen gleich groß sind, erscheinen aufgrund von Überstrahlungen im Aufnahmematerial helle Sterne größer. Die ausgedehnten Spikes des Zentralsterns V838 Monocerotis lassen sogar die Helligkeitsmodulationen der Beugung erkennen. Beugungen höherer Ordnung außerhalb der Hauptspikes sind zu lichtschwach und deshalb nicht zu erkennen. 
Das kleine Bild im rechten Diagramm zeigt eine kreisförmige Scheibe, durchkreuzt von zwei rechtwinkligen Linien. Das Hauptbild ist gemäß der Fraunhofer-Näherung die Fourier-Transformierte dieser Kreisscheibe. Die langen Spikes und die schwachen Beugungsringe sind deutlich zu erkennen.

## In der Fotografie
Während Spikes in der Astronomie unerwünscht sind, sich aber nicht vermeiden lassen, nutzt sie die Fotografie als künstlerisches Gestaltungsmittel. Längliche Furchen auf einem entsprechenden Effektfilter vor dem Objektiv verleihen Spitzlichtern ein sternförmiges Aussehen.